# Salto Thomas
Il salto Thomas è un salto eseguito al corpo libero, praticato nella ginnastica artistica. Prende il nome dal ginnasta americano Kurt Thomas che lo eseguì per primo.
Questo movimento è stato vietato e rimosso dal Codice dei Punteggi della FIG in seguito ad alcuni gravi incidenti, fra cui il più noto è stata la paralisi della ginnasta russa Elena Muchina nel 1980.